# Укарліно
Ука́рліно (рос. Укарлино, башк. Үкәрле) — присілок у складі Нурімановського району Башкортостану, Росія. Входить до складу Байгільдінської сільської ради.
Населення — 165 осіб (2010; 193 у 2002).
Національний склад:
- татари — 76 %